# John Churchill, 1.º Duque de Marlborough
John Churchill, 1.º Duque de Marlborough, Príncipe de Mindelheim, Conde de Nellenburg KG, PC (Musbury, 26 de maio de 1650 — Windsor, 16 de junho de 1722) foi um militar e estadista inglês cuja carreira durou o reinado de cinco monarcas. Vindo de uma página humilde na corte da Casa de Stuart, ele serviu Jaime, duque de Iorque, durante os anos de 1680 e início de 1670, ganhando avanço político e militar através de sua coragem e habilidade diplomática. O papel de Churchill em derrotar a rebelião de Monmouth em 1685 ajudou a manter Jaime no trono, mas apenas três anos depois, ele abandonou o seu patrono católico para o protestante holandês Guilherme de Orange. Homenageado por seus serviços na coroação de Guilherme com o condado de Marlborough, serviu com distinção adicional nos primeiros anos da Guerra dos Nove Anos, mas as acusações persistentes de jacobitismo provocou sua queda do cargo e prisão temporária na Torre de Londres. Foi só com a adesão da rainha Ana da Grã-Bretanha em 1702 que Marlborough atingiu o auge de seus poderes e garantiu a sua fama e fortuna.
Seu casamento com a temperamental Sarah Jennings - amiga íntima de Ana - garantiu a ascensão de Marlborough, pela primeira vez como Capitão-general das forças britânicas, depois de um ducado. Tornou-se líder de facto das forças aliadas durante a Guerra da Sucessão Espanhola, suas vitórias nos campos de Blenheim (1704), Ramillies (1706), Oudenarde (1708), e Malplaquet (1709), garantiu seu lugar na história como um dos grandes generais da Europa. Mas o relacionamento de sua esposa tempestuosa com a rainha, e sua posterior demissão da corte, foi fundamental para a sua própria queda. Incorrer em desfavor de Ana, e preso entre as facções tory e whig, Marlborough, que trouxe glória e sucesso ao reinado da rainha, foi retirado do cargo e foi para o exílio auto-imposto. Ele voltou para a Inglaterra e a influenciar a Casa de Hanôver, com a adesão de Jorge I ao trono britânico em 1714.
A insaciável ambição de John Churchill fez dele o mais rico de todos os súditos de Ana. Seus laços familiares o levaram para o núcleo da política europeia (sua irmã Arabella se tornou a amante de Jaime II, e seu filho, o Duque de Berwick, emergiu como um dos maiores marechais de Luís XIV de França).
Sua liderança nos exércitos aliados consolidou a emergente Grã-Bretanha como uma das mais importantes potências. Ele defendeu com sucesso a unidade entre os aliados, demonstrando suas habilidades diplomáticas. Ao longo de dez campanhas consecutivas durante a Guerra da Sucessão Espanhola, Marlborough manteve uma coalizão discordante através de sua pura força de personalidade e levantou permanente as forças britânicas a um nível não conhecido desde a Idade Média. Embora no final ele não pudesse obrigar a rendição total dos seus inimigos, suas vitórias permitiram a sua nação se erguer a partir de uma pequena a uma grande potência, garantindo a prosperidade crescente do país ao longo do século XVIII.

## Início de vida
No final da Guerra civil inglesa lady Eleanor Drake foi acompanhada até sua casa, Ashe House, em Devon, na freguesia de Musbury, por sua terceira filha Elizabeth, e o marido dela, Winston Churchill. Ao contrário de sua sogra que havia apoiado a causa parlamentar, Winston teve a infelicidade de lutar no lado perdedor da guerra - pela qual ele, como tantos outros cavaliers, foram obrigados a pagar indenização; no caso dele £446 por 18 anos. Embora Winston pagasse a multa até 1651, este havia empobrecido o ex-monarquista e capitão de cavalaria cujo lema Fiel Pero Desdichado ("fiel, mas infeliz") é ainda utilizado até hoje por seus descendentes.
Winston e Elizabeth Churchill tinham pelo menos nove filhos, dos quais apenas cinco sobreviveram à infância. A filha mais velha, Arabella, nasceu em 28 de fevereiro 1649; o filho mais velho, John, nasceu em 26 de maio 1650. Eles tinham dois irmãos mais novos: George (1654-1710), que mais tarde tornou-se um almirante da Marinha Real; e Charles (1656-1714), que se tornou um general e mais tarde serviu na campanha na Europa, com John. No entanto, pouco se sabe sobre a infância de John Churchill pois ele mesmo nos diz nada sobre isso, mas crescendo nestas condições de pobreza em Ashe, com tensões familiares azedou por lealdades conflitantes, pode ter tido uma impressão duradoura sobre o jovem Churchill. Homônimo de seu pai, e o biógrafo e descendente de John Churchill, sir Winston Churchill, afirmou – "[As condições em Ashe] poderiam muito bem ter despertado em sua mente duas impressões predominantes: Primeiro um ódio da pobreza ... e em segundo lugar, a necessidade de se esconder pensamentos e sentimentos daqueles a quem sua expressão seria repugnante".

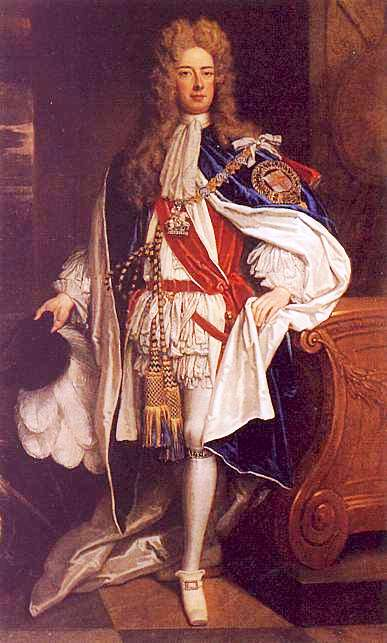
John Churchill, por Godfrey Kneller, no Palácio de Blenheim, Oxfordshire.

Iniciou sua vida militar em 1668. Em 1673 tomou parte em um destacamento inglês que lutou ao lado dos franceses contra os holandeses, no início da Guerra da Holanda (1672). Sob as ordens do Visconde de Turenne, participou das batalhas de Sinzheim e Entzheim.
Durante o reinado de James II, que o admirava, teve uma fabulosa ascensão. Mas, quando a oposição contra este rei cresceu, e Guilherme de Orange desembarcou na Inglaterra, em 1688, reivindicando o trono, não teve escrúpulos em mudar de lado. Mesmo sem contar com a confiança do novo rei, no ano seguinte foi enviado a Flandres, sob às ordens de Waldeck, destacando-se na batalha de Walcourt. Mas sua fama realmente se fez durante a Guerra de Sucessão Espanhola, quando se destacou como o principal e mais habilidoso comandante da coalizão que se formou contra a França de Luís XIV.

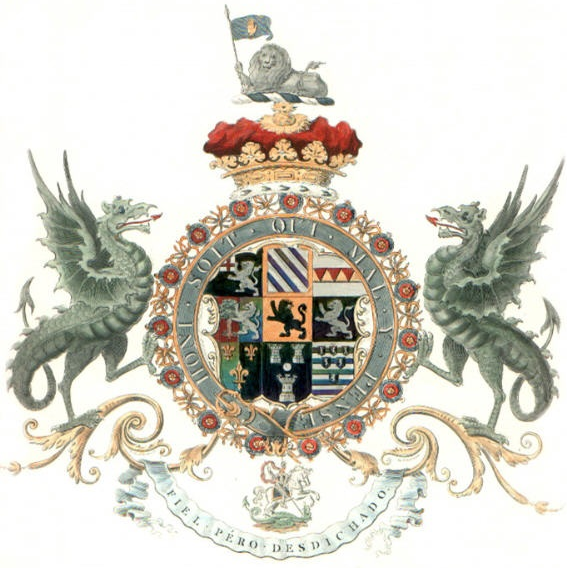
Brasão de armas de John Churchill, 1° Duque de Marlborough.

Venceu as batalhas de Blenheim(1704), Ramillies (1706), Oudenarde (1708) e Malplaquet (1709), e capturou diversas praças fortes nos Países Baixos espanhóis e França. Contudo, não obteve vitória decisiva contra os franceses.
Em 1710, vários fatores levaram à retirada de Marlborough do comando do exército. As principais foram o rompimento da velha amizade entre sua esposa, Sarah Churchill, e a rainha Ana, a queda do primeiro-ministro lorde Godolphin, que era seu amigo, e o esforço do novo ministério em chegar a um acordo com a França. Pesaram ainda as acusações feitas ao duque de corrupção. De fato, pelo que foi apurado, ele obteve de forma ilícita mais de 200 000 libras do imperador austríaco e de fornecedores.
Passou os últimos dias da sua vida construindo seu palácio, o Palácio de Blenheim e faleceu em 1722.